# آبجوسازی مجیدیه
آبجوسازی مجیدیه، اولین کارخانه تولید آبجو در سال ۱۲۸۸ در مجیدیه تهران به‌دست عبدالمجید عین‌الدوله تأسیس شد.

## تاریخ
در دوران پادشاهی ناصرالدین‌شاه آبجو از هندوستان وارده می‌شد و به‌علت بعد مسافت اشربه گرانی بود. در اوایل دوران مشروطه، عین‌الدوله در باغ خود در منطقه مجیدیه اقدام به احداث این کارخانه نمود که اولین کارخانه تولید آبجو در ایران بود.
پس از انقلاب ۱۳۵۷، کارخانه تخریب و مصادره گردید. در قسمتهایی از این کارخانه و باغ منازل سپاهیان پاسدار و بخشی از اداره سپاه پاسداران بنا شد. و در قسمتی نیز بوستانی توسط شهرداری احداث شد که به باغ شازده معروف است.